# Phyllodactylidae
Phyllodactylidae – obejmująca ponad 150 gatunków rodzina jaszczurek z kladu Gekkota w rzędzie łuskonośnych (Squamata). Zdefiniowana przez Gamble’a i współpracowników (2008) jako klad obejmujący wszystkie gatunki bliżej spokrewnione z gatunkiem Phyllodactylus pulcher niż z toke (Gekko gecko).

## Charakterystyka
Rodzina Phyllodactylidae obejmuje gatunki o zróżnicowanej budowie ciała; nie ma w niej jednak przedstawicieli, u których doszło do zaniku lub redukcji kończyn. Długość ciała dorosłych osobników w zależności od gatunku wynosi 50–110 mm, nie licząc ogona. Wszystkie gatunki zaliczane do rodziny są jajorodne.

## Występowanie
Do rodziny Phyllodactylidae zaliczane są gatunki żyjące w Ameryce Południowej i Środkowej, w tym na Karaibach, w Meksyku, na Bliskim Wschodzie, w południowej Europie i w północnej połowie Afryki. Zasiedlają zróżnicowane środowiska, jednak większość przedstawicieli rodziny żyje w buszu lub na pustyniach.

## Systematyka
Do rodziny należą następujące rodzaje: 
- Asaccus Dixon & Anderson, 1973
- Garthia Donoso-Barros & Vanzolini, 1965
- Gymnodactylus Spix, 1825
- Haemodracon Bauer, Good & Branch, 1997
- Homonota Gray, 1845
- Phyllodactylus Gray, 1828
- Phyllopezus Peters, 1877
- Ptyodactylus Goldfuss, 1820
- Tarentola Gray, 1825
- Thecadactylus Goldfuss, 1820